# Jean-Baptiste Fagot
Jean-Baptiste Fagot, né le 1er janvier 1831 à Mazerny dans les Ardennes, mort le 6 septembre 1894 à la Haute-Maison, près Mazerny, est un homme politique français.

## Biographie
Député des Ardennes, membre du conseil supérieur de l’agriculture, chevalier du mérite agricole, il fut membre du conseil d’arrondissement de Charleville de 1871 à 1886. Il fut élu député de cet arrondissement en 1885. Malade, il ne se représenta pas à la législation suivante, en 1889.
Il est le père d'Eugène Fagot.

## Anecdotes
Le 15 décembre 1887, pour les affaires qu'il mène à Harar et pour obtenir son appui, Arthur Rimbaud lui écrit, en même temps qu'au ministre de la Marine et des Colonies. Jean-Baptiste Fagot lui répond, en même temps que le fait Félix Faure, alors sous-secrétaire d’État de la Marine et des Colonies, le 18 janvier 1888. 

## Sources
- « Jean-Baptiste Fagot », dans Adolphe Robert et Gaston Cougny, Dictionnaire des parlementaires français, Edgar Bourloton, 1889-1891 [détail de l’édition]
- Arthur Rimbaud, Correspondance, mise en édition de Jean-Jacques Lefrère, Fayard, 2007, 1021 pp.